# Názvoslovná komise ČÚZK
Názvoslovná komise Českého úřadu zeměměřického a katastrálního, obnovená statutem z roku 1997, je kolektivním poradním orgánem ČÚZK ve věcech standardizace geografického názvosloví užívaného ve státních mapových dílech. Navazuje na činnost názvoslovné komise vojenského Zeměpisného ústavu z roku 1919, Komise pro revizi pomístního názvosloví při Národní radě badatelské (od roku 1931), Názvoslovnou komisi pro pomístní názvosloví při Vojenském zeměpisném ústavu (od roku 1946), Názvoslovnou komisi ministerstva stavebního průmyslu při Státním zeměměřickém a kartografickém ústavu (od roku 1951), Názvoslovnou komisi (kartografickou) při Ústřední správě geodézie a kartografie (od roku 1954, reorganizace v roce 1959), a Názvoslovnou komisi Českého úřadu geodetického a kartografického, zřízenou předsedou úřadu 12. srpna 1971, na kterou v roce 1997 navázala Názvoslovná komise ČÚZK.

## Historie
Po založení Československa bylo zeměpisné názvosloví řešeno v rámci Vojenského zeměpisného ústavu. Původně byl zeměpisný ústav IX. odborem ministerstva obrany, resp. jeho kartografickým oddělením. Odbor byl 15. října 1919 transformován v Československý vojenský zeměpisný ústav a poté v roce 1923 přejmenován na Vojenský zeměpisný ústav. Velitelem IX. odboru a poté i samostatného ústavu byl nejprve gen. Karel Rausch, v roce 1934 se jako velitel uvádí gen. PhDr. Antonín Basl, v roce 1938 plk. dr. Jiří Čermák. Názvoslovná komise byla složena z jazykovědců, zeměpisců, etnografů a historiků, v čele komise stál archeolog prof. Lubor Niederle a tajemníkem byl jmenován JUDr. PhDr. Ivan Honl, příslušník Československého vojenského zeměpisného ústavu. O práci a trvání komise ve 20. letech je málo informací.
Nový podnět k řešení nejasných otázek geografického názvosloví v mapách dal na 1. sjezdu Československé společnosti zeměpisné v Brně 13. a 14. prosince 1930 gen. Karel Rausch, velitel VZÚ. Na základě rezoluce sjezdu byla při Geografickém komitétu Československé národní rady badatelské ustavena Názvoslovná komise. Předsedou byl zvolen přední český geograf prof. dr. Bohuslav Horák. První zasedání komise se konalo 7. ledna 1931. Jednatelem byl jmenován JUDr. PhDr. Ivan Honl, člen VZÚ. Technickou a administrativní stránku fungování komise zabezpečoval VZÚ. Podle dokumentu z roku 1931 měla komise 9 civilních odborníků a 5 zástupců VZÚ. poslední dokumenty o činnosti komise jsou z června 1938, během válečných let komise zanikla.
Dne 2. srpna 1946 se v obnoveném VZÚ konala za účasti zástupců ministerstva vnitra, VZÚ a jednoho člena ministerstva financí předběžná porada o sestavení nové názvoslovné komise, přičemž se jednalo zejména o rozdělení kompetencí mezi ministerstvem vnitra a VZÚ. VZÚ, zastoupený mjr. Ing. Frýbortem, měl v součinnosti s Národní radou badatelskou (NRB) ustavit novou názvoslovnou komisi. Prof. Bohuslav Horák, předseda předválečné názvoslovné komise, nedoporučoval přílišnou spolupráci s vědeckými institucemi, poněvadž by se počešťování protáhlo na nekonečnou řadu let, jak to potvrzují zkušenosti z názvoslovné komise pro pomístní názvosloví“ při NRB. První informační porada nové názvoslovné komise, zřízené při VZÚ, se konala 9. září 1946. Počet členů komise se pohyboval kolem 12. V zápisech z prvních schůzí se několikrát poukazuje na nezájem odborníků o práci v komisi. Vzhledem k tomu, že se o každém návrhu hlasovalo v plénu, porady se protahovaly a způsobily celkovou únavu a zánik komise. Její poslední 99. schůze se konala 21. dubna 1950 ve VZÚ.
Na práci zaniklé komise při Vojenském zeměpisném ústavu navázala Názvoslovná komise ministerstva stavebního průmyslu při Státním zeměměřickém a katastrálním úřadu v Praze, zřízená výměrem č. 2/4-tech-II/2-1951 z 29. května 1951. Po reorganizaci spadala od roku 1954 pod Ústřední správu geodesie a kartografie a fungovala pod názvem Názvoslovná komise kartografická při Ústřední správě geodesie a kartografie (podle § 4, odst. 3 vládního nařízení č. 1/1954 Sb., o zřízení ÚSGK). V této komisi zasedali zástupci několika ministerstev (stavebního průmyslu, národní obrany, vnitra, zemědělství, lesů, školství a spojů), resortních ústavů (např. Vodohospodářského ústavu výzkumného) a ústavů a komisí Československé akademie věd (Ústav pro jazyk český, Orientální ústav, Kabinet pro kartografii, Místopisná komise ČSAV). Vědeckým sekretářem komise v prvních letech a podle V. Šmilauera iniciátorem celé akce byl JUDr. PhDr. Ivan Honl. Předsedou komise byl nejprve jmenován doc. dr. Jaromír Janka, CSc., ale prakticky od počátku byl v čele prof. PhDr. Vladimír Šmilauer.
V roce 1958 byla názvoslovná komise reorganizována a stala se poradním orgánem Ústřední správy geodézie a kartografie v otázkách názvosloví používaného v kartografických dílech. Při reorganizaci bylo jmenováno 6 odborných komisí:
- pro pomístní názvosloví Československa,
- pro latinské abecedy,
- pro nelatinské abecedy,
- pro orientální názvosloví,
- pro historické názvosloví a
- pro otázky týkající se území Slovenska.[3]

Práce komise však pro nezájem členů i nepochopení nadřízených orgánů stagnovala a komise postupně přestala fungovat.
V letech 1959–1970 pak úkoly Názvoslovné komise kartografické neoficiálně převzala Kartografická informační služba Kartografického nakladatelství, která pracovala podle zásad schválených názvoslovnou komisí a ve spolupráci s odborníky z ČSAV. Hlavními pracovnicemi byly Dr. Hana Štusáková, Ludmila Vodolanová prom. geogr., Marie Votýpková, Pavla Vyskočilová (Hýčová) a další.
1. mezinárodní konference OSN o standardizaci geografického názvosloví (UNCSGN), konaná roku 1967 v Ženevě, v rezoluci č. 4 doporučila zřídit v každém státě národní orgán pro geografická jména (doporučení A), určila některé ze základních principů pro jejich shromažďování (doporučení B), pro jejich kancelářské zpracování (doporučení C) a pro zpracování národních seznamů geografických jmen (doporučení E). V návaznosti na toto doporučení předseda Českého úřadu geodetického a kartografického (ČÚGK) Ing. František Koubek dne 12. srpna 1971 rozhodl o zřízení Názvoslovné komise Českého úřadu geodetického a kartografického (NK ČÚGK), která měla být zodpovědná za stanovení geografických názvů (s výjimkou místních jmen ČSR) včetně úpravy a převodu cizích geografických názvů a pravidel jejich užívání na kartografických dílech vydávaných v ČSR. Členem komise měl být i zástupce Slovenské názvoslovné komise při SÚGK (Slovenský úrad geodézie a kartografie). Sekretariát komise byl zřízen v Kartografii n. p., od roku 1974 byl přemístěn do Geodetického ústavu n. p. Ustavující schůze komise se konala 29. září 1971. Zpočátku měla komise 24 členů. Předsedou byl jmenován Jaromír Demek, od 5. listopadu 1980 pak Václav Král. Během 14 let své existence se komise scházela v průměru třikrát až čtyřikrát ročně. Poslední, 44. zasedání se konalo 28. listopadu 1985 a zápis nenaznačuje, že by se předpokládalo ukončení činnosti.
Po ukončení pravidelných jednání NK ČÚGK pracoval na standardizaci geografických jmen Sekretariát Názvoslovné komise ČÚGK (od roku 1993 ČÚZK), ač sama názvoslovná komise fakticky neexistovala a nefungovala. SNK se stal oddělením Geodetického a kartografického podniku (GKP), později Zeměměřického ústavu, který se v roce 1993 transformoval na Zeměměřický úřad.
Roku 1997 byla názvoslovná komise obnovena při Českém úřadu zeměměřickém a katastrálním (ČÚZK). Impulsem k obnovení byl nový Statut NK ČÚZK ze dne 25. března 1997. Novým předsedou byl na konci roku 2000 jmenován onomastik prof. PhDr. Rudolf Šrámek, CSc. Tajemníkem se stal PhDr. Pavel Boháč, který byl také jediným členem zaniklé předchozí komise, který se stal i členem nové komise. Celkem bylo jmenováno 19 členů. Komise se pravidelně schází od roku 2001, plenární zasedání se konají obvykle čtyřikrát ročně, mimoto existují pracovní skupiny pro jednotlivé oblasti či úkoly, z nichž některé pracují nepřetržitě. V roce 2010 nahradil prof. Šrámka v čele komise dr. Vladimír Liščák a v roce 2013 se po dr. Pavlu Boháčovi stala tajemníkem komise Irena Švehlová, prom. fil., hist. a ped. 
V roce 2020 se poprvé uskutečnilo jednání NK virtuálně na síti.
V roce 2022 se Česko, reprezentované NK stalo podruhé předsednickou zemí East Central and South-East Europe Division (ECSEED), divize pracující při OSN, konkrétně při skupině United Nations Group of Experts on Geographical Names (UNGEGN). Divize se skládá z 18 členských států, jejichž zástupci se podílejí na mezinárodní výměně zkušeností, práci s geografickými jmény, standardizaci geografických jmen, přípravě a naplňování geografických databází, terminologií a metodikou používanou při standardizaci geografických jmen a také exonymy. Předsedkyní divize se na 3 roky stala tajemnice NK Irena Švehlová a uspořádala v této funkci několik mezinárodních odborných jednání.

## Činnost

### Od roku 1919
Mezi první úkoly vojenské názvoslovné komise od roku 1919 patřilo vytvořit správné české, resp. slovenské názvosloví místo zkomolených jmen z rakousko-uherských map. Při své práci se však potýkala s nedostatkem názvoslovných pramenů a o její práci a trvání nejsou známy bližší informace.Někteří členové komise se zabývali po roce 1919 i správnými geografickými názvy na území Podkarpatské Rusi a jejich přepisy z cyrilice.
Komisi předsedal dr. Lubor Niederle, zakladatel české archeologie a také autor knihy Starověké zprávy o zeměpisu východní Evropy se zřetelem na země slovanské (vyd. v Praze 1899 v České akademii věd).

### Od roku 1931
Komise vzniklá v roce 1931 při Geografickém komitétu Československé národní rady badatelské se na své první schůzi 17. ledna 1931 usnesla, že nejdříve bude zrevidováno a jednotně upraveno pomístní názvosloví pro vzornou standardní mapu v měřítku 1 : 1 000 000 a teprve po skončení této práce se přikročí k obdobné revizi pomístního názvosloví na mapách většího měřítka, tj. k revizi názvů, které mají spíše lokální než širší geografický význam. Na počátku 30. let se pozornost soustředila na pojmenování vodních toků až do toků tvořících povodí 5. řádu, komise pátrala v různých zdrojích a přímo na místech, přičemž se snažila volit názvy užívané a vyloučit vulgarizované tvary jako například Kačák. Průběh toků a jejich souvislost byly přitom přezkoumány Státním úřadem hydrologickým. V konceptu hydrografie předloženém v říjnu 1933 bylo zpracováno 117 nejdůležitějších toků v Čechách a 76 na Moravě a ve Slezsku. Hydrografie Slovenska a Podkarpatské Rusi byla podle zpráv o činnosti komise na konci roku 1933 již z největší části připravena.
V roce 1932 komise přikročila ke zpracování orografie Československa. Podle usnesení komise měly být názvy velkých orografických celků východní části republiky uváděny česky a v případě, že se lišily zněním nebo způsobem psaní, také slovensky, popřípadě rusínsky. „Podřadné“ názvy méně významných celků byly jen ve slovenském, popř. rusínském znění. U velkých objektů se v textové části mapy mělo uvádět pojmenování v jazyku národnostních menšin. Vzhledem k tomu, že jednotlivé orografické celky nebyly dostatečně vymezeny, vyvstala potřeba zpracování úpatnicových map, nejprve na mapách podrobnějších měřítek. V roce 1936 vyšla generální úpatnicová mapa v měřítku 1 : 200 000 (celkem 33 listů pro celé československé území). Na základě návrhu některých členů komise zaváděl VZÚ nové chorografické rozdělení krajinných typů podle nadmořské výšky (nížina, vysočina=pahorkatiny, vrchoviny, hornatiny, hole a velehory.
Komise se zabývala i otázkou uvádění českých exonym pro místa mimo území ČSR. Přikláněla se k podvojnému psaní, tedy uvádění českých exonym vedle cizojazyčných forem jmen jako dubletami. Komise vedla i polemiku s místními iniciativami, např. s Klubem českých turistů v Teplicích-Šanově, který požadoval počeštění všech německých pomístních i místních jmen.

### Od roku 1946
Po druhé světové válce bylo hlavním tématem obnovené komise při VZÚ kromě celkové revize zejména počeštění německých jmen v dříve německých, vysídlených oblastech. Revize jmen obcí a osad příslušela ministerstvu vnitra, pomístní jména a jména neosídlených (zanikajících) místních částí připadla VZÚ. Podkladem zpočátku byly materiály získané prostřednictvím katastrálních měřických úřadů v Šumperku, Lanškrouně, Rýmařově, Žamberku, Bruntále a Zábřehu. Poté byly podkladem zprávy a návrhy místních sborů národní bezpečnosti, které však podle lingvisty prof. V. Šmilauera většinou nebyly vyhovující. Ministerstvo financí v červnu 1947 navrhlo, aby se zřídily speciální „výlučně topografické skupiny pro šetření v poli“, ministerstvo národní obrany takový postup zamítlo jako příliš zdlouhavý a nákladný. V roce 1950 pak komise fakticky zanikla.

### Od roku 1951
Komise vzniklá v roce 1951 v rámci geodetické a kartografické služby v gesci ministerstvu stavebního průmyslu dostala za úkol jednak dokončit počešťování německých pomístních jmen v pohraničí a poté provést revizi veškerého pomístního názvosloví v rozsahu speciální mapy 1:75 000. Po přípravě na tom začala pracovat v roce 1953. Ministerstvo stavebního průmyslu 25. června 1952 uložilo okresním měřickým střediskům, podléhajícím Ústřední správě geodesie a kartografie, vytvořit okresní poradní sbory pro úpravu pomístního názvosloví (tzv. okresní názvoslovné sbory), v nichž měl být zastoupen okresní geometr, místní historikové, archiváři, filologové, osvětoví pracovníci, konzervátoři atd. Ministerstvo stavebního průmyslu vydalo pro jejich činnost 24. března 1952 Směrnice pro úpravu pomístního názvosloví. Centrální názvoslovná komise poslala okresním názvoslovným sborům podklady, které měla k dispozici zejména z práce předchozí komise, a okresní sbory je přezkoumaly a upravily. Objekty, u nichž shledaly potřebu změny, zapsaly do zvláštního seznamu, návrhy na změnu pak schvalovala rada okresního národního výboru a následně byly zaslány názvoslovné komisi do Prahy, kde návrh přezkoumal předseda V. Šmilauer a spolu s ním jeden z členů komise; v plénu se projednávaly jen sporné případy. Případné námitky názvoslovné komise byly zasílány ke schválení zpět do okresů. Definitivně pak pomístní názvosloví jednotlivých okresů schvalovala Ústřední správa geodesie a kartografie. Revize byla dokončena do roku 1957, z 23 030 zpracovávaných názvů bylo změněno 8398, tedy 37 %.
Poté byly zpracovávány hlavní pomístní názvy jednotlivých krajů. Tiskem byly ještě v roce 1957 vydány standardizované názvy tří krajů, Karlovarského, Libereckého a Ústeckého, ostatní se dochovaly pouze v rukopisné podobě; jsou uloženy v archivu sekretariátu názvoslovné komise ČÚZK a postupně opisovány a digitalizovány.
Dalším hlavním úkolem názvoslovné komise v 50. letech bylo odstranění nedostatků v přepisech cizojazyčného místopisného názvosloví do češtiny prostřednictvím angličtiny, francouzštiny nebo němčiny. Byly zřízeny 4 subkomise, a to pro latinské abecedy, nelatinské abecedy, pro orientální a africké jazyky a subkomise geografická. 3. července 1952 byly schváleny „Zásady pro tvorbu geografického názvosloví“. Vladimír Šmilauer sepsal a zveřejnil v časopise Naše řeč „Zásady pro tvoření přídavných jmen na -ský ze jmen zeměpisných“. Pro uvádění geografických názvů v mapách byla přijata zásada, že znění jmen mělo být internacionální v souhlase s platnými dokumenty určujícími politickoadministrativní postavení země. Názvy z jazyků užívajících latinku (s výjimkou vietnamštiny) se měla přepisovat se všemi diakritickými znaménky, názvy z jazyků užívajících ideogramů se měly transkribovat pomocí písmen české latinky. Na základě Zásad pak vznikla publikace „Seznam cizích zeměpisných jmen v češtině a slovenštině“ v rozsahu asi 35 000 hesel která však pro „nepochopení ze strany nadřízených orgánů a nezájem veřejnosti“ nikdy nebyla vydána a zůstala pouze v rukopise. Stejně tak nebyly vydány „Seznam orografických celků ČSSR“, „Seznam vybraných výšek ČSSR“, „Seznam hlavních vodních toků a ploch ČSSR“, „Seznam propastí a jeskyní ČSSR“, „Seznam průsmyků a sedel ČSSR“ a „Seznam měst ČSSR“. Vyšel pouze „Malý seznam indických jmen“ o 26 stranách, který Názvoslovná komise kartografická vydala v roce 1956 spolu s Ústavem pro jazyk český ČSAV a Orientálním ústavem ČSAV.
Komise měla v plánu stanovení definic obecně-geografických pojmů, vydání seznamu jmen obyvatel zemí, provedení klasifikace geograficko-kartografických jednotek u geografických jmen, vydání zásad pro užívání cizích zeměpisných jmen v češtině a sestavení seznamu historických názvů. Tento plán se ale nepodařilo do reorganizace v roce 1958 realizovat.

### Od roku 1959
Kartografická informační služba Kartografického nakladatelství v letech 1959–1970 pracovala podle zásad zaniklé názvoslovné komise a vydávala například seznamy cizích zeměpisných názvů (celkem asi pro 30 států), nově vypracovala „Seznam vžitých českých zeměpisných jmen“, „Seznam měst Evropy a Sovětského svazu s počtem obyvatel nad 25 000“ a „Seznam měst světa s počtem obyvatel nad 100000“, „Seznam názvů států a zemí světa“, „Seznam názvů podmořských tvarů“, „Seznam názvů a výšek nejvýznačnějších hor v rozsahu školního atlasu“, „Seznam názvů a výšek nejvýznačnějších vrcholů v ČSR“ atd. a publikovala různá kartografická díla.

### Od roku 1971
Původně byla komise založena na základě doporučení OSN pro stanovení pravidel používání zahraničních názvů. Statut komise tyto úkoly rozšířil, krom dosavadní spolupráce s úřady a odbornými pracovišti měla komise například za úkol sledovat pro potřeby ČÚGK způsoby užívání geografického názvosloví na kartografických dílech vydávaných v ČSSR i v zahraničí, zpracovávat odborné dokumenty a publikace atd. a metodicky řídit činnost okresních názvoslovných sborů. Odhadovalo se, že v té době bylo na území ČSR asi 900 000 pomístních názvů, z nichž asi 400 000 obsahovala Základní mapa ČSR 1: 10000, a v ostatním světě asi 1 milion názvů, jimiž se dříve či později bylo nutno zabývat.
Vznikly 3 ediční řady:
- A: standardizovaná jména z území ČSSR
- B: standardizovaná jména z území mimo ČSSR
- C: problematika geografického názvosloví, terminologie, informace[3]

Za 14 let fungování komise bylo zpracováno více než deset metodických návodů, například:
- Směrnice a návod pro úpravu pomístního názvosloví na území ČSR
- Směrnice pro úpravu geografického názvosloví a metodický návod
- Směrnice pro psaní zeměpisných jmen na Mapě světa 1: 2 500 000
- Zásady pro používání názvů geomorfologických jednotek na území ČSR v cizojazyčných textech
- Zásady psaní začátečních písmen v zeměpisných názvech
- Zásady abecedního řadění
- Zásady pro tvorbu a užívání geografických a historických jmen (pro 98 úředních jazyků světa)

Zcela nebo zčásti bylo zpracováno kolem 40 seznamů geografických jmen a termínů uváděných v mapách.
Po svém zřízení v roce 1971 se komise zaměřila
- na vypracování „Návodu pro úpravu geografického názvosloví na území ČR“,
- na publikování soupisu tzv. vžitých českých názvů zeměpisných (tj. českých exonym),
- na zpracování geomorfologického členění státu a
- na vydání české verze „Slovníku technických termínů používaných OSN při standardizaci geografického názvosloví“ a
- na vydání české verze „Mezinárodního slovníku geografických termínů užívaných na obecně geografických mapách“.

Zpracovány byly rovněž další názvoslovné soupisy a publikace, jako například
- „Vybrané vodní toky ČSR“
- „Seznam hlavních názvů tvarů mořského dna“ aj.

V tištěné podobě je dnes k dispozici jen nepatrný zlomek prací komise z let 1971–1985.
V 80. letech měla komise vydávat 2x ročně informační tiskovinu Názvoslovné informace. Podle zápisu o předávání funkce vedoucího sekretariátu z roku 1986 se však na úkolu nepracovalo. Vydávat ji nakonec od roku 1988 začal Slovenský úrad geodézie a kartografie v Bratislavě pod názvem Názvoslovné informácie v ediční řadě C.

### Od roku 1985
Komise se přestala scházet pravidelně a pracovat, jednotliví členové odešli do důchodu nebo ukončili odbornou činnost a to včetně jejího předsedy prof. Krále, který oficiálně abdikoval až kolem roku 1995. Posledním dokončeným kolektivním dílem komise a přizvaných odborníků bylo vydání Mezinárodního slovníku geografických termínů užívaných na obecně geografických mapách v roce 1991. Dále na úkolech pracoval sám Sekretariát názvoslovné komise (SNK), ač se sama komise nescházela. Musel se vypořádat s dopady nových právních předpisů i s osamostatněním České republiky. SNK pokračoval i ve vydávání neperiodických názvoslovných publikací; v mnoha případech šlo o díla, která komise rozpracovala a nedokončila, jako bylo 3. vydání Jména států a jejich územních částí v roce 1993 nebo Vyšší geomorfologické jednotky České republiky ve spolupráci s dr. Břetislavem Balatkou z PřF UK v roce 1996. Sekretariát také připravil potřebnou publikaci Toponymic Guidelines of the Czech Republic (1997) a zahájil práce na soupisu jmen oceánů, moří a podmořských tvarů (soupis však nebyl ani s pomocí nově přijatého geografa Mgr. J. Koláře dokončen, protože SNK byl pověřen jinými úkoly). 
Na jaře 1993 ČÚZK přispěl k vývoji ve věci sporu o užití slova Česko. Na jaře 1993 Český úřad zeměměřický a katastrální na základě pověření vlády určil jako jednoslovné označení čerstvě osamostatněné České republiky slovo Česko. Zeměpisné jméno Česko bylo i s jeho cizojazyčnými překlady (anglicky Czechia, francouzsky Tchéquie, německy Tschechien, rusky Чехия, španělsky Chequia) standardizováno Českým úřadem zeměměřickým a katastrálním v publikaci Jména států a jejich územních částí (Names of States and their Territorial Parts) v edici Geografické názvoslovné seznamy OSN – ČR, Praha, 1993, 3. přepracované vydání, (na 1. vydání se podílelo 55 odborných jazykových poradců Názvoslovné komise při Českém úřadě geodetickém a kartografickém - NK ČÚGK, autoři 3. vydání byli pouze dva, vydání připravili ve spolupráci s Ministerstvem zahraničních věcí a pracovníky Kartografie Praha s.p.). Standardizaci zeměpisného jména Česko a jeho překlady do cizích jazyků podpořila i skupina „vědních pracovníků“ a Česká geografická společnost. Navzdory odporu prezidenta Havla a dalších osobností se termín výrazně rozšířil a prosadil a rozšířil se do jazykové praxe a sdělovacích prostředků. Rudolf Šrámek, který v roce 1997 byl hlavním zakladatelem Občanské iniciativy Česko / Czechia, se téhož roku stal i prvním předsedou obnovené Názvoslovné komise ČÚZK a zůstal jím do roku 2009. Tajemníkem i po obnovení činnosti komise zůstal PhDr. Pavel Boháč.

### Od roku 1997
Statut komise z 25. března 1997 uvádí, že NK projednává otázky spojené se stanovením a uplatňováním zásad pro úpravu a užívání geografického názvosloví v kartografických dílech vydávaných v ČR a vyjadřuje se k návrhům geografických jmen uváděných v Základní mapě ČR 1 : 10 000. Názvoslovná komise ČÚZK se po jmenování převážné většiny členů a po jmenování prof. Šrámka předsedou začala scházet v roce 2001, první jednání proběhlo 13.6. na ČÚZK.
Od roku 2010 je předsedou NK ČÚZK dr. Vladimír Ličák a od roku 2013 je tajemníkem Irena Švehlová.
Podle statutu spolupracuje ve věcech standardizace se zeměměřickými a katastrálními orgány, ministerstvy a ústředními orgány státní správy ČR, pracovišti Akademie věd ČR a vysokých škol a jinými vědeckými a odbornými institucemi. V rámci lingvisticko-geografické divize při UNGEGN (United Nations Group of Experts on Geographical Names) vytvořené v mezinárodní organizaci OSN, spolupracuje se zahraničními partnerskými organizacemi a účastní se činnosti Skupiny expertů OSN pro geografické názvosloví (zkr. UNGEGN). V letech 2002–2007 byl ČÚZK pověřen předsednictvím ECSEED (Divize států východní, střední a jihovýchodní Evropy) UNGEGN a výkonným orgánem byla Názvoslovná komise ČÚZK a Sekretariát této komise. Stejné pocty se úřadu dostalo od roku 2022, když převzal předsednictví ECSEED 1. ledna na další tři roky. Prostřednictvím tajemnice komise udržuje styky také s názvoslovnými autoritami a odborníky ze všech okolních států.
Začátkem roku 2025 navždy opustili Názvoslovnou komisi ČÚZK dva její dlouholetí členové (oba od roku 2010), dne 3.1. 2025 zemřel  RNDr. Tomáš Beránek CSc. ve věku 61 let a 18. 2. zemřel Mgr. Rudolf Rys, Ph.D. ve věku 44 let. Oba odborníci zemřeli náhle, v plné práci. Za 15 let práce každého z nich zůstala uložena v dokumentech komise a publikacích z řady Geografické názvoslovné seznamy OSN-ČR vydaných ČÚZK.

## Sekretariát Názvoslovné komise
Sekretariát názvoslovné komise (SNK) byl v roce 1971 zřízen v tehdejší Kartografii, n. p., od roku 1993 tvoří oddělení Zeměměřického úřadu. V letech 1985–1997, kdy se názvoslovná komise nescházela, fakticky nahrazoval její činnost. SNK je výkonným orgánem komise a je součástí zeměměřické sekce Zeměměřického úřadu. Pracovníci sekretariátu se mimo autorské a redakční zpracování názvoslovných seznamů a publikací významně podílejí na standardizaci geografického názvosloví. Sekretariát administrativně a technicky zabezpečuje standardizaci, prováděl aktualizaci standardizovaného názvosloví v měřítku Základní mapy ČR 1 : 10 000 do roku 2012 a od roku 2013 až do měřítka katastrální mapy 1 : 1000) a vytvořil a spravuje geografický informační systém geografických jmen Geonames, která je pravidelně aktualizován. Spravuje také databázi exonym Jména světa pro stejnojmennou aplikaci a rovněž databázi Historická geografická jména pro území Česka. Od sedmdesátých let 20. stol. je vedoucí sekretariátu také tajemníkem Názvoslovné komise. V této funkci se postupně do roku 2024 vystřídali dr. Hana Štusáková, dr. Ivo Čáslavka, Ing. Karel Lihm, dr. Pavel Boháč a Irena Švehlová p.fil. a hist., prom. ped.

## Členové
Členové komise jsou jmenováni předsedou ČÚZK po projednání s ústředními orgány státní správy, vědeckými a jinými institucemi.
K 1. lednu 2022 ČÚZK uvádí 20 členů komise, přičemž předsedou je PhDr. Vladimír Liščák, CSc. (od roku 2010) a tajemnicí Irena Švehlová, prom. fil. Mezi členy jsou kromě několika pracovníků ČÚZK zástupci ministerstva zahraničních věcí, Českého statistického úřadu, Ministerstva školství, mládeže a tělovýchovy, Ústavu pro jazyk český AV ČR, Ústavu českého jazyka FF MU, ministerstva zemědělství (vodní hospodářství a správa povodí), Historického ústavu AV ČR, Orientálního ústavu AV ČR, České geografické společnosti a České kartografické společnosti, u několika členů komise není domovské pracoviště uváděno.
Na přípravě odborných publikací (indexů a seznamů standardizovaných jmen) se od roku 2000 podíleli zejména tito členové komise (řazeni abecedně): RNDr. Tomáš Beránek, CSc., PhDr. Pavel Boháč (tajemník komise do roku 2012), Doc. RNDr. Milan V. Drápela, CSc., PhDr. Milan Harvalík, Ph.D., PhDr. Vladimír Liščák, DSc., Ing. Tomáš Marek (autor GIS aplikace Jména světa), RNDr. Jiří Martínek, Ph. D., PhDr. Robert Šimůnek, Ph.D., Prof. PhDr. Rudolf Šrámek, CSc., dr. h. c., Irena Švehlová, prom. fil a hist. ), prom. ped. (spoluautorka informačního systému Geonames a taj. komise od roku 2013), RNDr. Jiří Tomeš Archivováno 18. 4. 2024 na Wayback Machine., Ph.D. a RNDr. Pavel Vaniš...
Na práci komise a přípravě některých publikací v letech 1954–1989 se podíleli tito členové komise (řazeni abecedně):
- Dr. Josef Bartůšek, Orientální ústav ČSAV
- Dr. Ivo Čáslavka, Kartografie, n.p. (dlouholetý tajemník NK)
- prof. Jaromír Demek, Geografický ústav ČSAV (první předseda NK ČÚGK)
- Ing. Dušan Fičor, Slovenský úrad geodézie a kartografie
- Ing. Aleš Hašek, Kartografie, n.p.
- PhDr. Zdeňka Heřmanová-Novotná, Orientální ústav ČSAV
- Dr. Jiří Horák, Ústav československých a světových dějin ČSAV
- pplk. Ing. Michael Jiras, Vojenský zeměpisný ústav
- Ing. Slavoj Kádner, CSc., Federální ministerstvo dopravy
- prof. Jaroslav Kovařík, Stavební fakulta ČVUT
- prof. Václav Král, Přírodovědecká fakulta UK (druhý předseda NK ČÚGK)
- prof. Karel Kuchař, Přírodovědecká fakulta UK
- Ing. Vladimír Lampa, Výzkumný ústav vodohospodářský
- prof. Ivan Lutterer, Filozofická fakulta UK
- doc. Ludvík Mucha, CSc., Přírodovědecká fakulta UK
- PhDr. Libuše Olivová-Nezbedová, CSc., Ústav pro jazyk český ČSAV
- Dr. Ondřej Roubík, Výzkumný ústav geodetický, topografický a kartografický
- Dr. Miroslav Roudný, Ústav pro jazyk český ČSAV
- Ing. Oldřich Severin, Český úřad geodetický a kartografický
- Ing. Bohumil Šídlo, Výzkumný ústav geodetický, topografický a kartografický
- DrSc. Jiří Šíma, Orientální ústav ČSAV
- Dr. Hana Štusáková, Sekretariát Názvoslovné komise
- JUDr. Olga Vidláková, Ústav krajinné ekologie ČSAV